# Bajauana galanthis
Bajauana galanthis är en insektsart som beskrevs av Ronald Gordon Fennah 1980. Bajauana galanthis ingår i släktet Bajauana och familjen kilstritar. Inga underarter finns listade i Catalogue of Life.